# 秋田市立川尻小学校
秋田市立川尻小学校（あきたしりつ かわしりしょうがっこう）は、秋田県秋田市川尻 (秋田市)にある公立小学校。学校区は、秋田市中央部、おおむね、秋田運河、秋田停車場線、けやき通りに囲まれた地域である。  

## 概要
1874年創立の伝統校。川尻全域と山王の一部などを学区とする。ほとんどの生徒が、秋田市立山王中学校に進学する。
- 敷地面積：m2
- 校舎面積：m2
- 屋内運動場面積：m2
- 屋外運動場面積: m2

## 教育目標
- たくましく、自ら学び、心豊かな子供の育成　
  - 元気な子供
  - かしこい子供
  - やさしい子供

## 沿革
- 1874年　秋田県南秋田郡川尻村郷蔵屋敷、現在の秋田酒類製造（高清水）のところ、に校舎が新築され、川尻小学校が誕生
- 1886年　川尻尋常小学校と改称
- 1919年　川尻尋常高等小学校と改称
- 1926年　秋田市川尻尋常高等小学校と改称
- 1941年　秋田市川尻国民学校と改称
- 1946年　秋田市川尻小学校と改称
- 1956年　現在地に校舎新築。

## 校歌
- 校歌のページを参照。
- 作詞　滑川道夫、作曲　藤井吉治郎

## スポーツ少年団
- 野球
- サッカー

## 主な進学先
- 秋田市立山王中学校

## 最寄駅
- 秋田駅

## アクセス
- 秋田中央交通　長崎屋経由便または太平線等　山王中園町下車　徒歩3分他

## 著名出身者
- 中川利三郎 (国会議員)
- 長崎宏子 (水泳選手)
- 長崎惣之助 (国鉄総裁)

## 学区内周辺

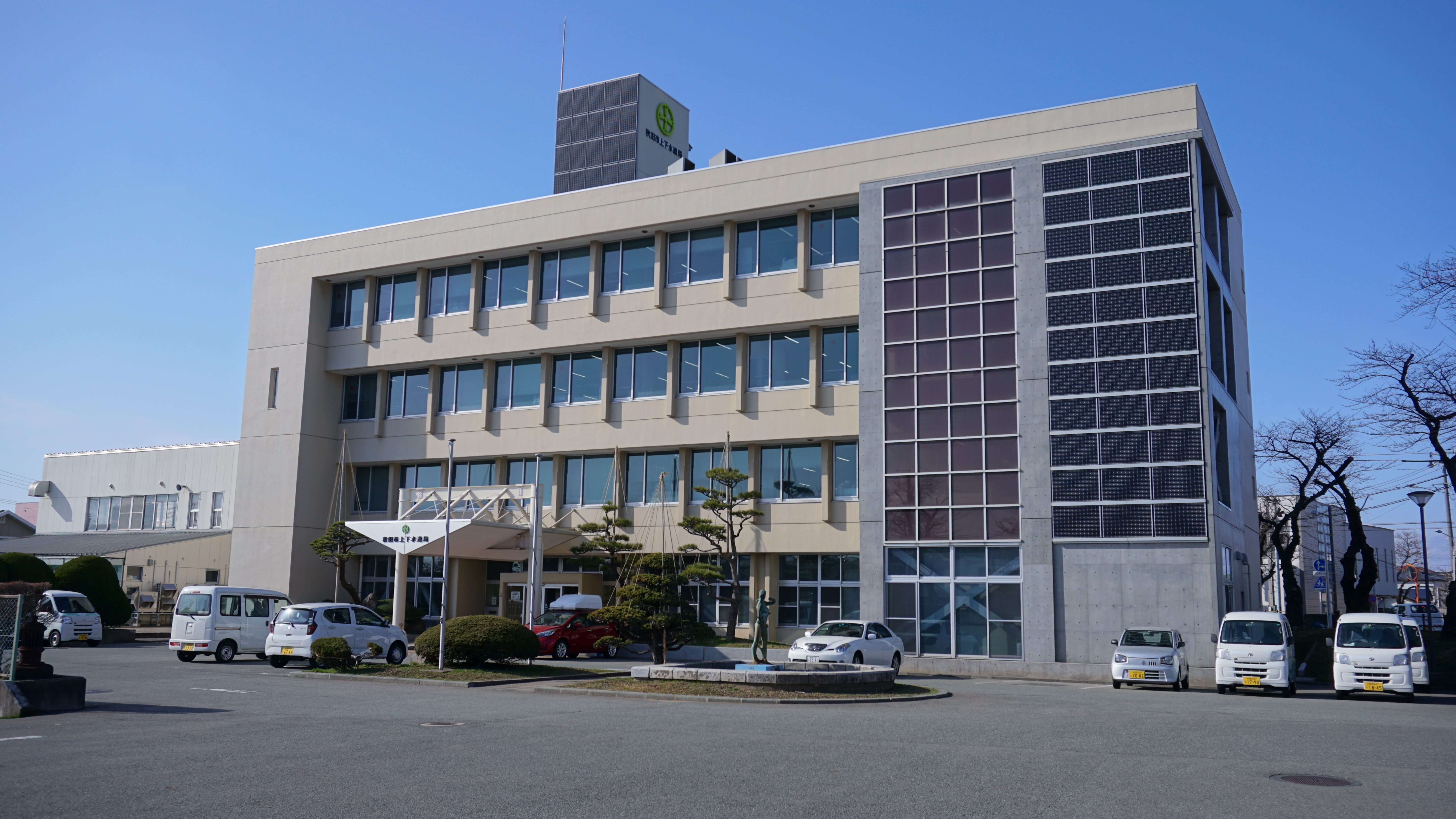
秋田市上下水道局
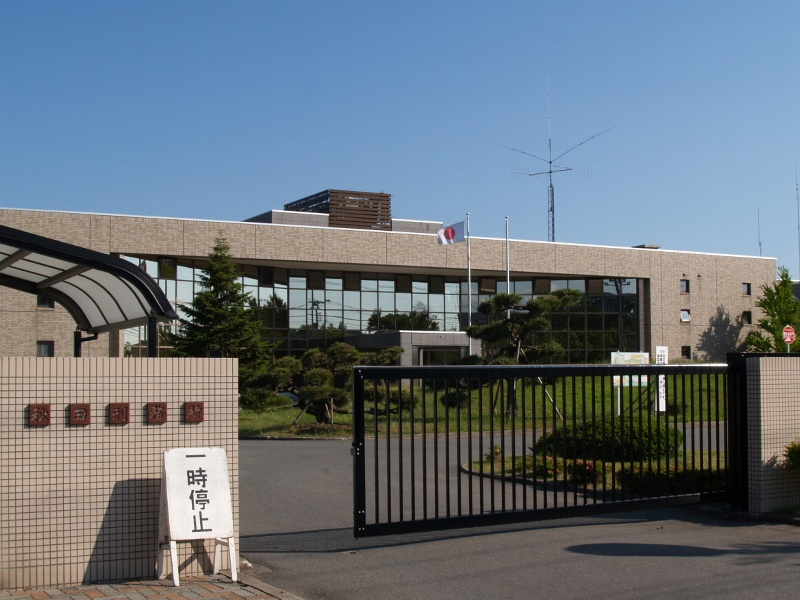
秋田刑務所
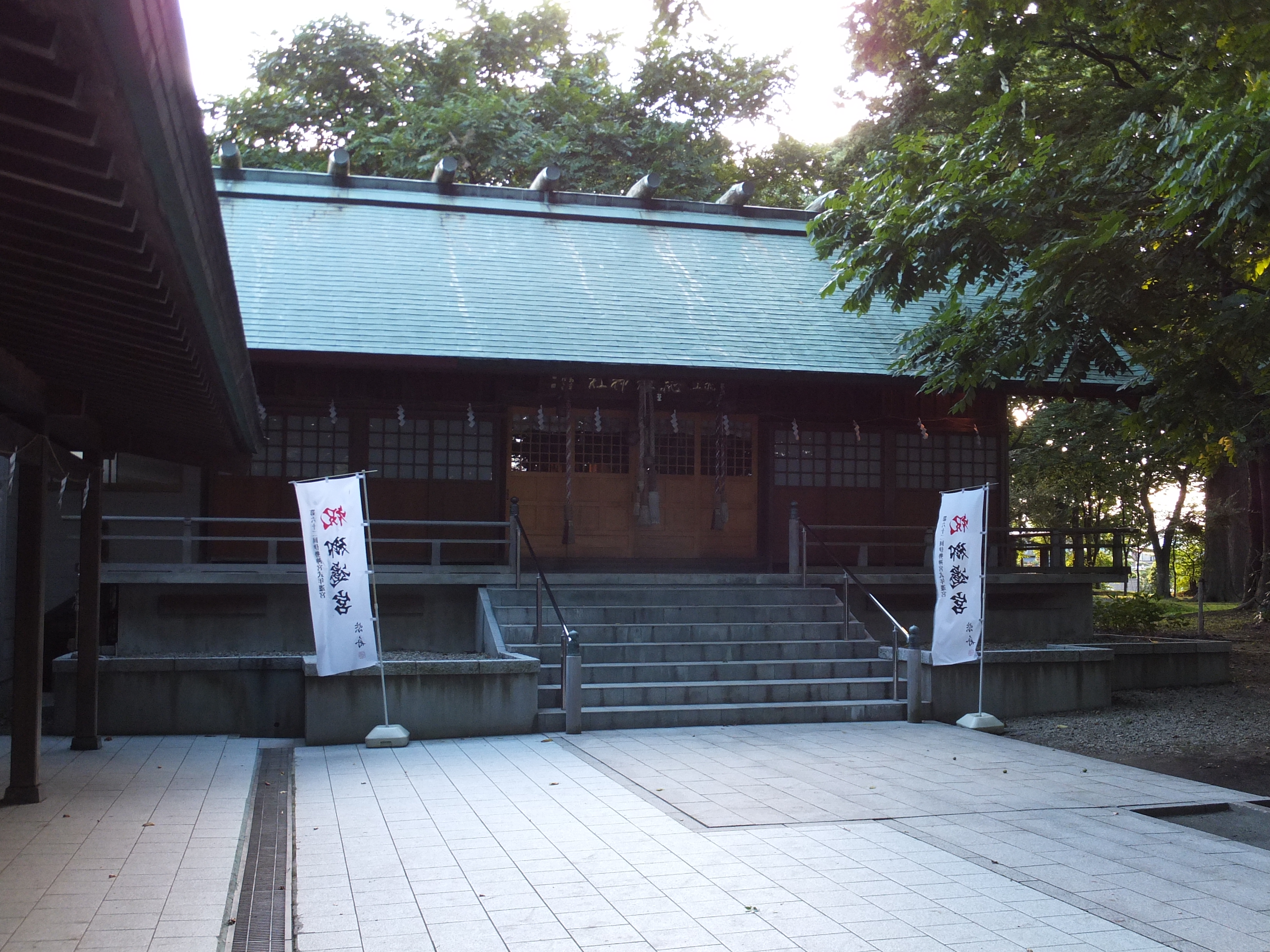
総社神社
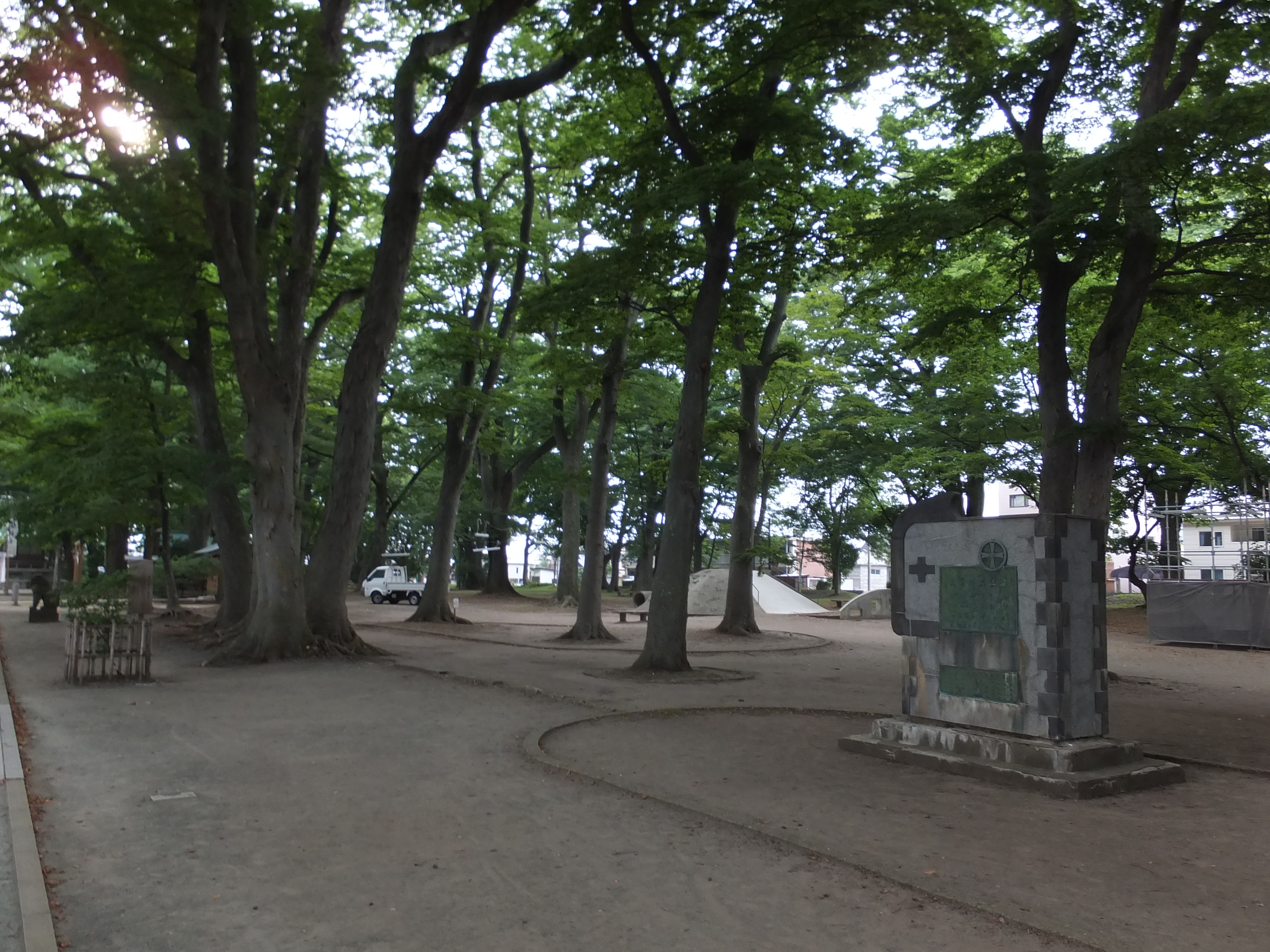
総社神社街区公園
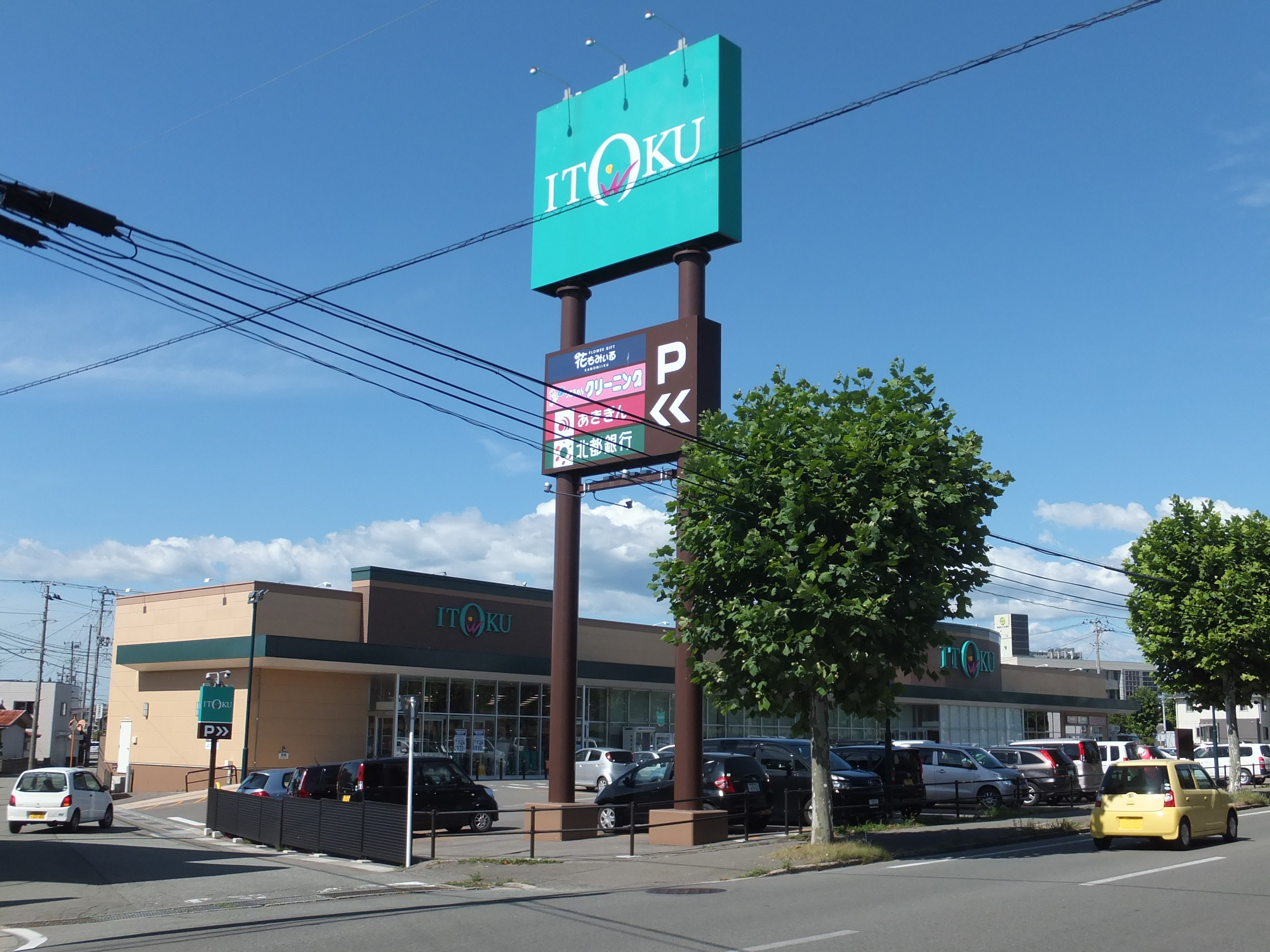
いとく川尻店
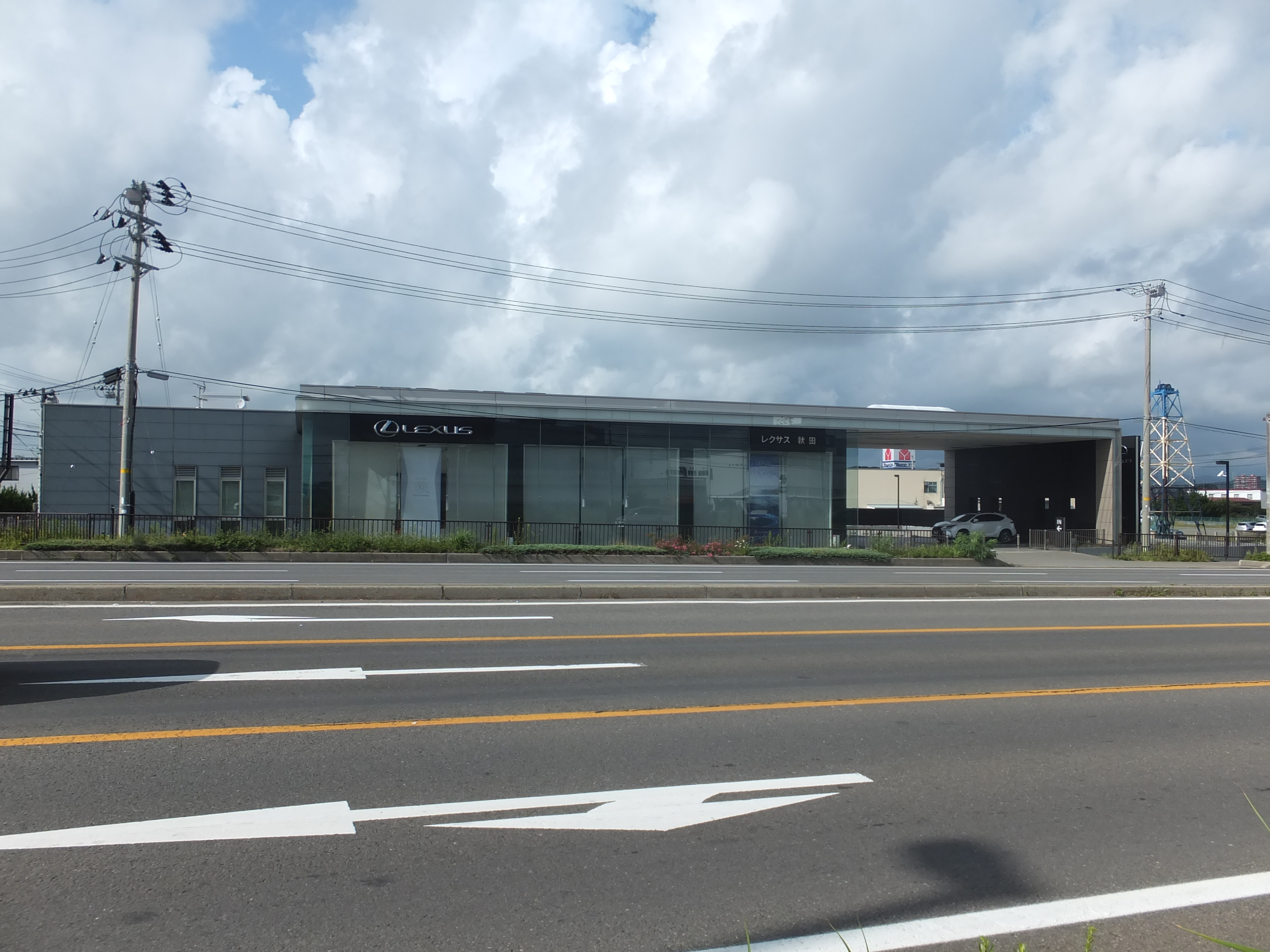
レクサス秋田店
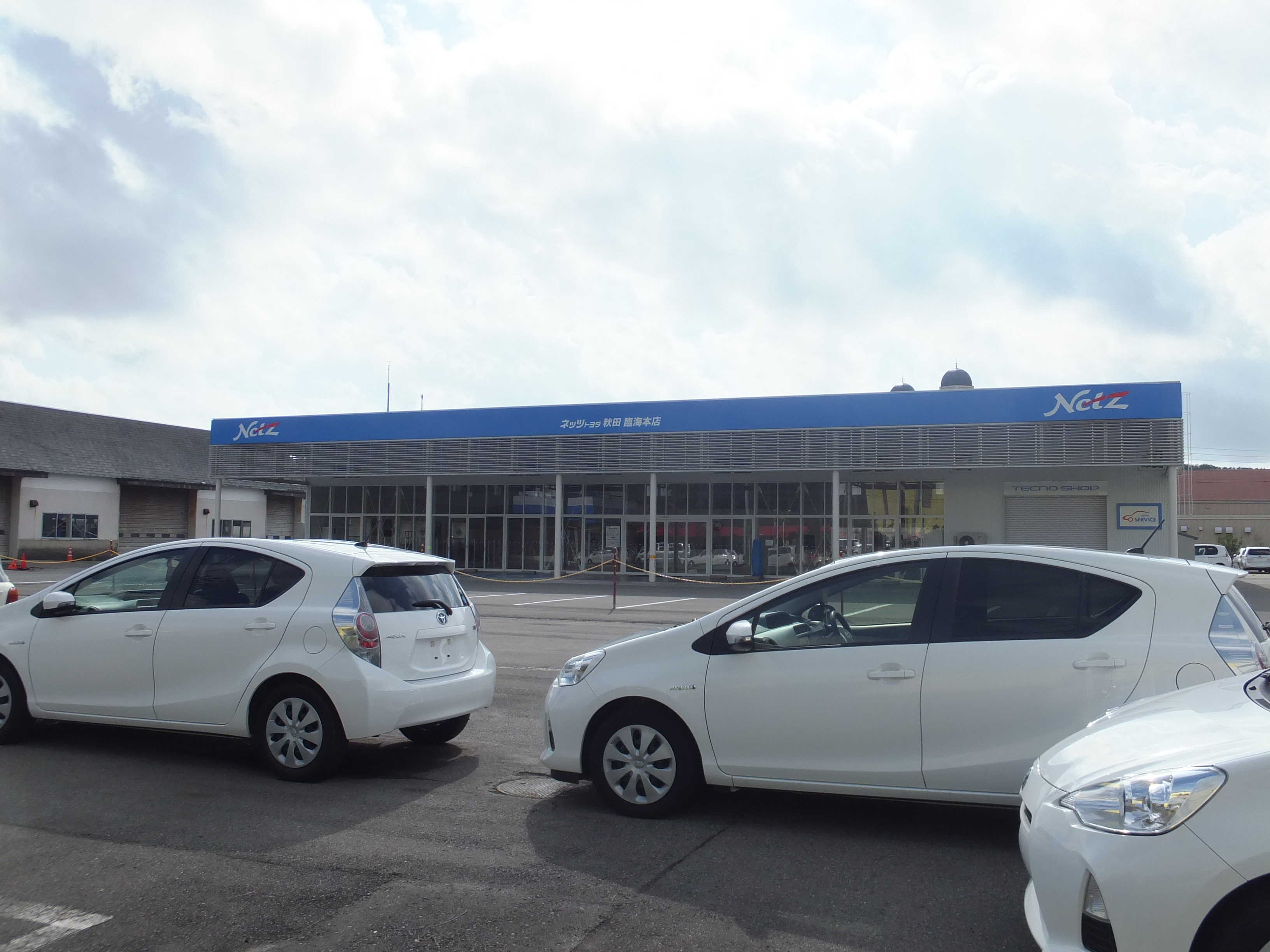
ネッツトヨタ秋田臨海本店
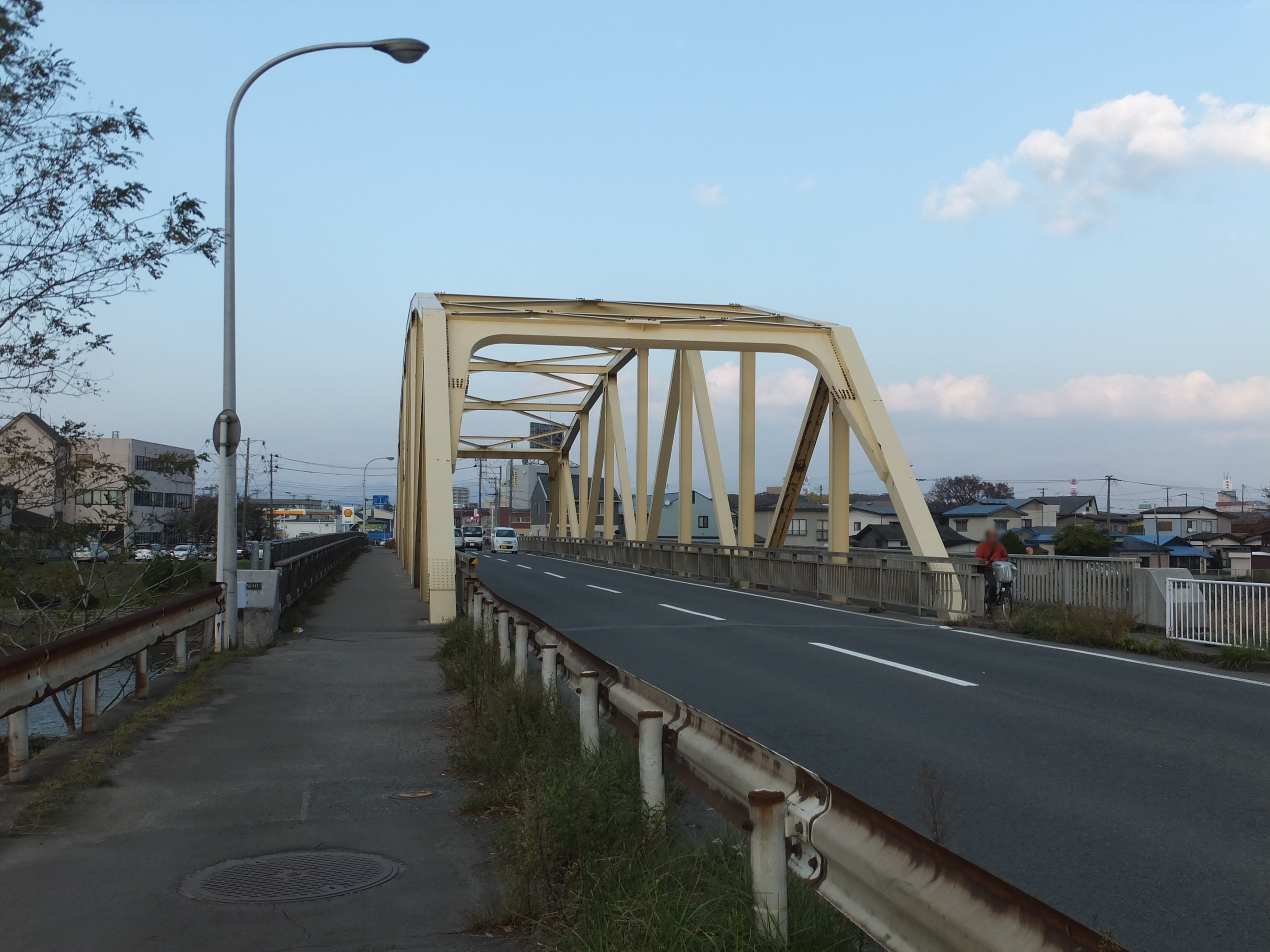
新川橋
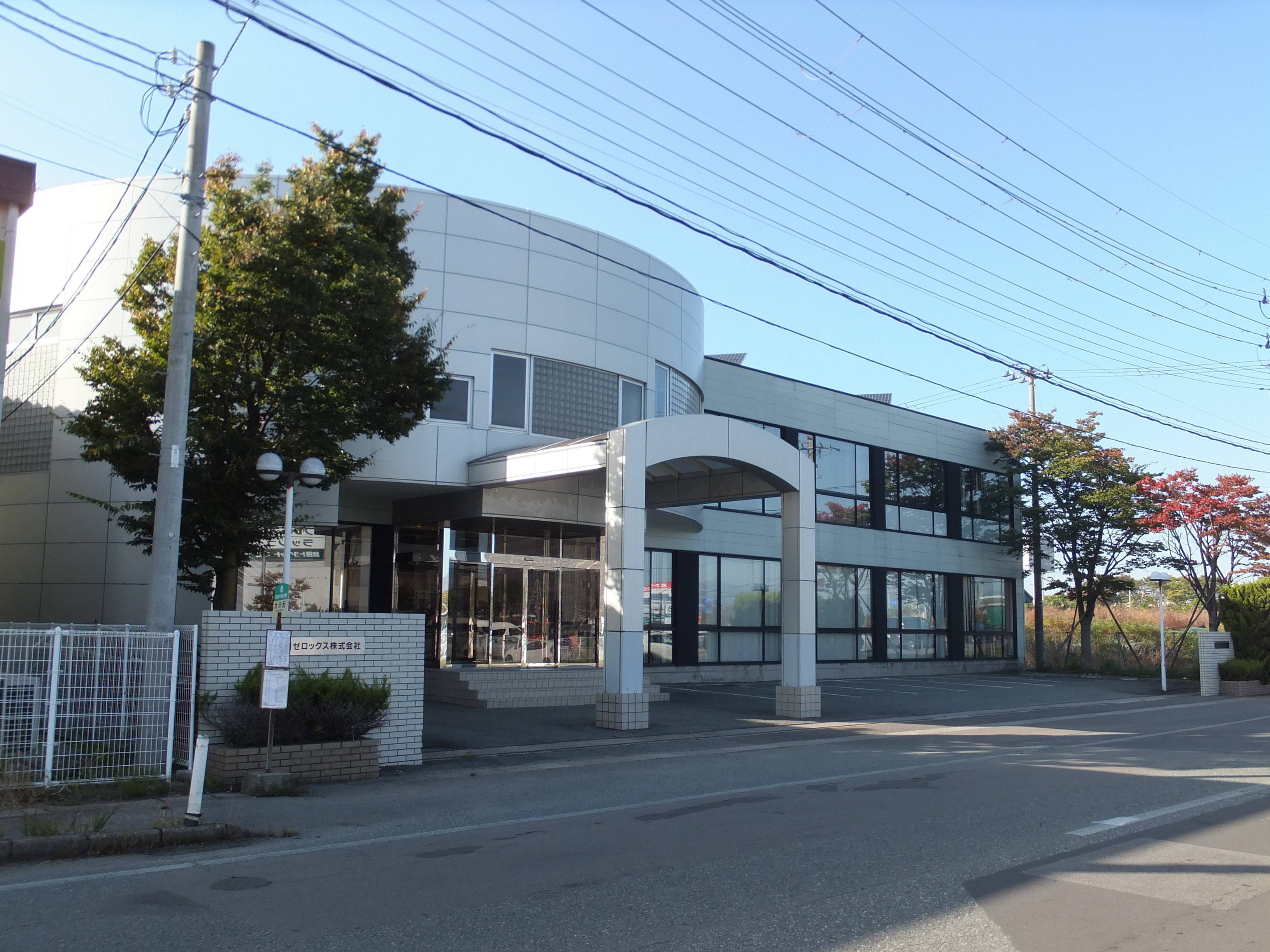
秋田ゼロックス
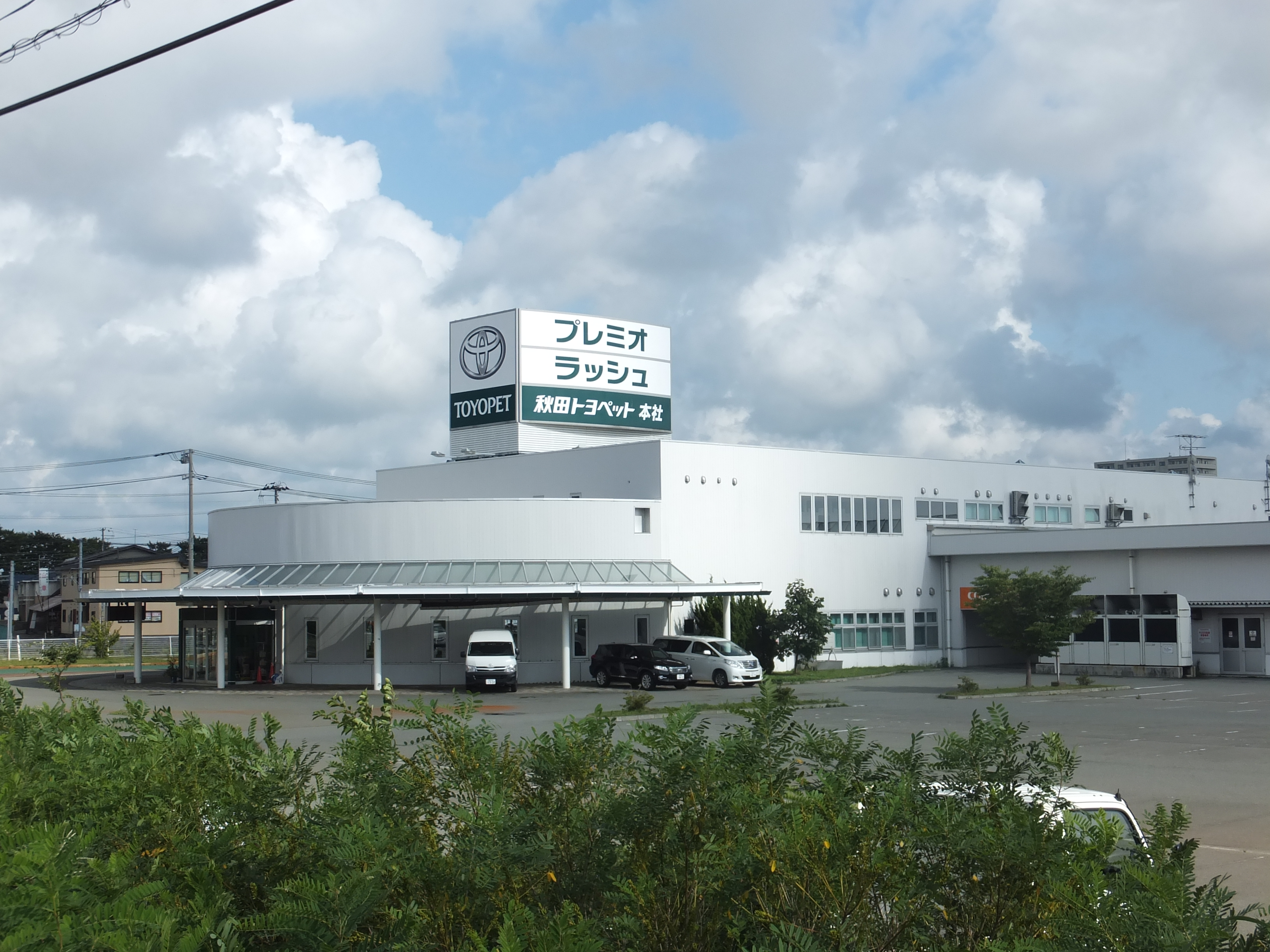
秋田トヨペット本社
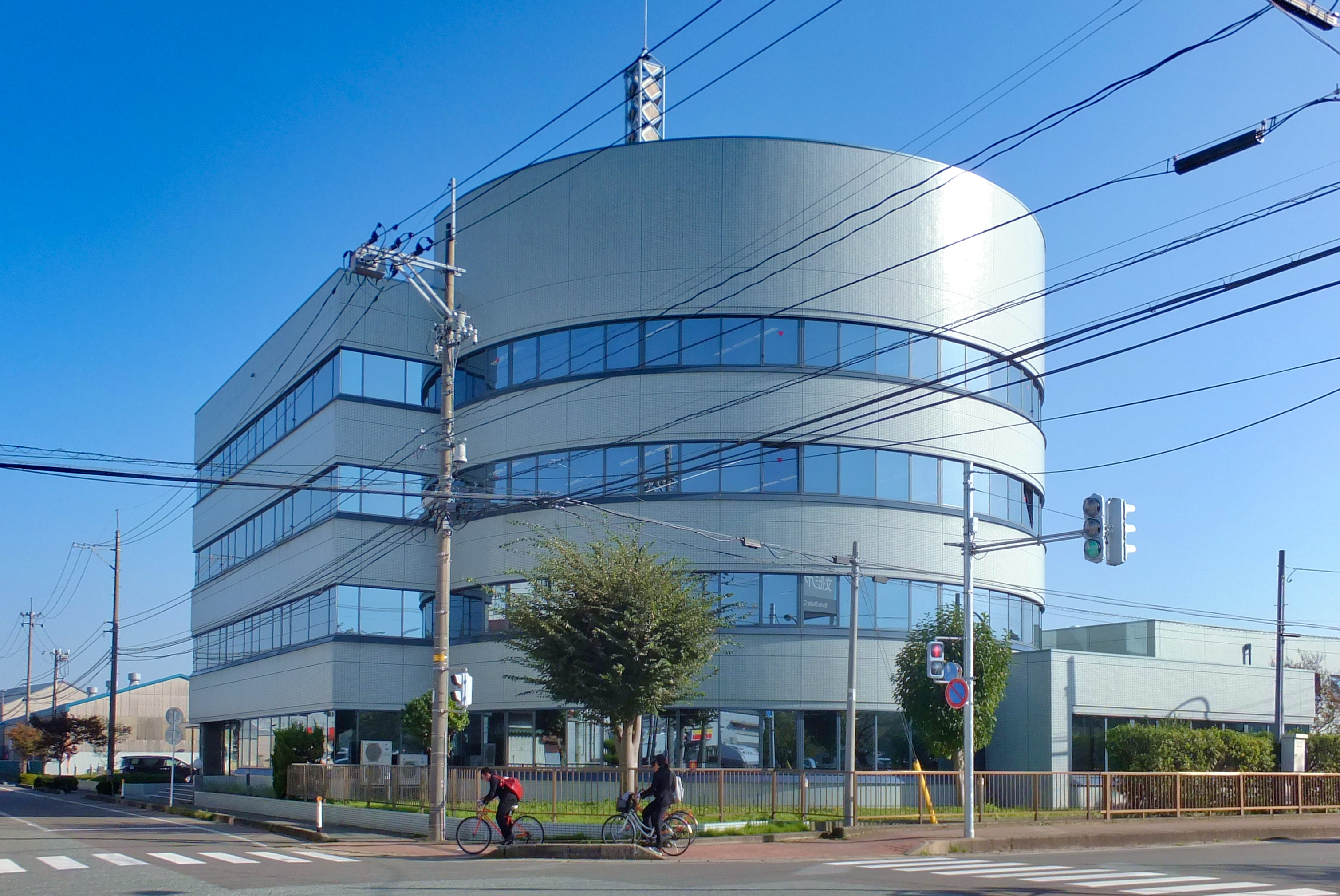
ユアテック秋田支社
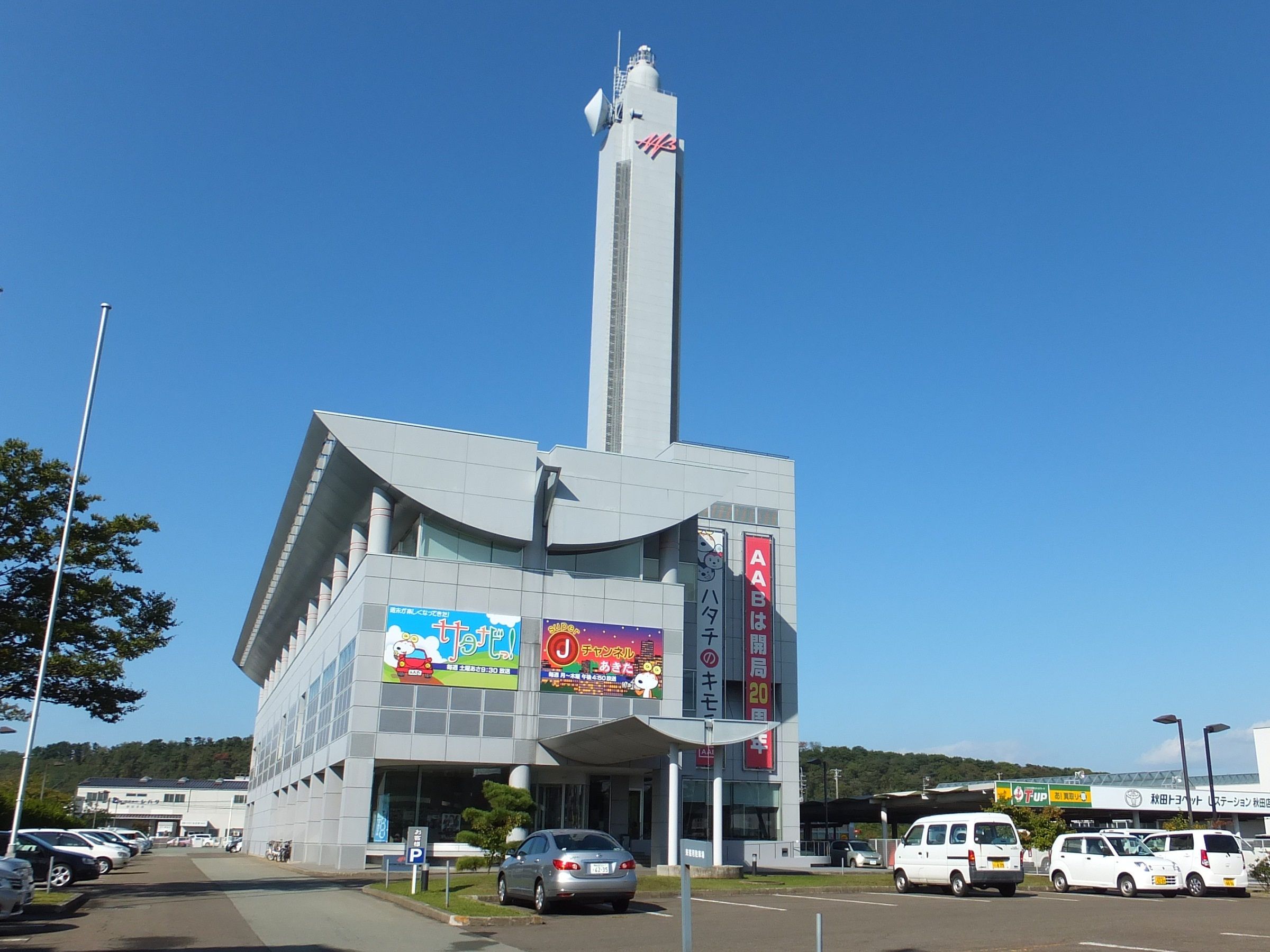
秋田朝日放送（AAB）本社
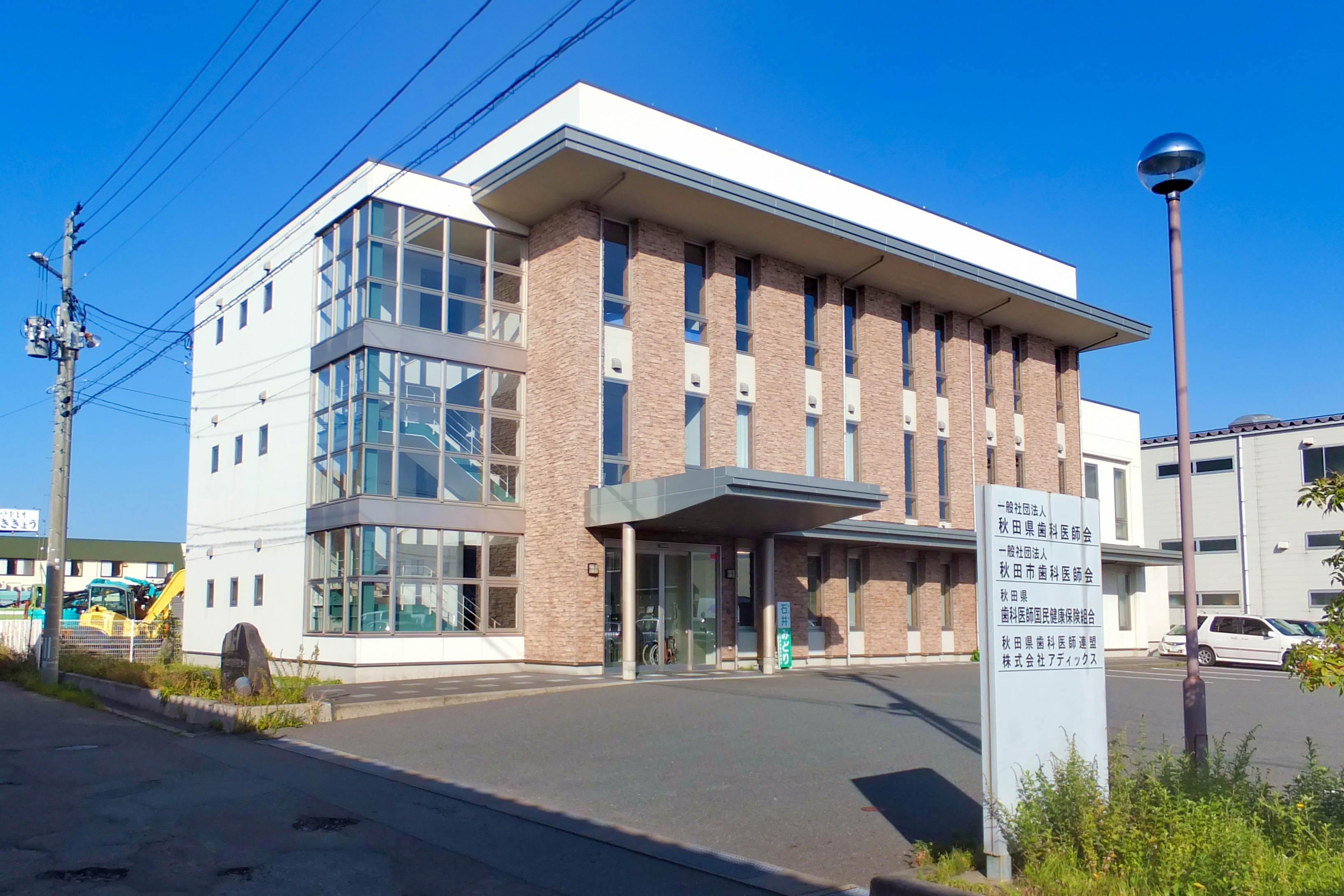
秋田県歯科医師会館
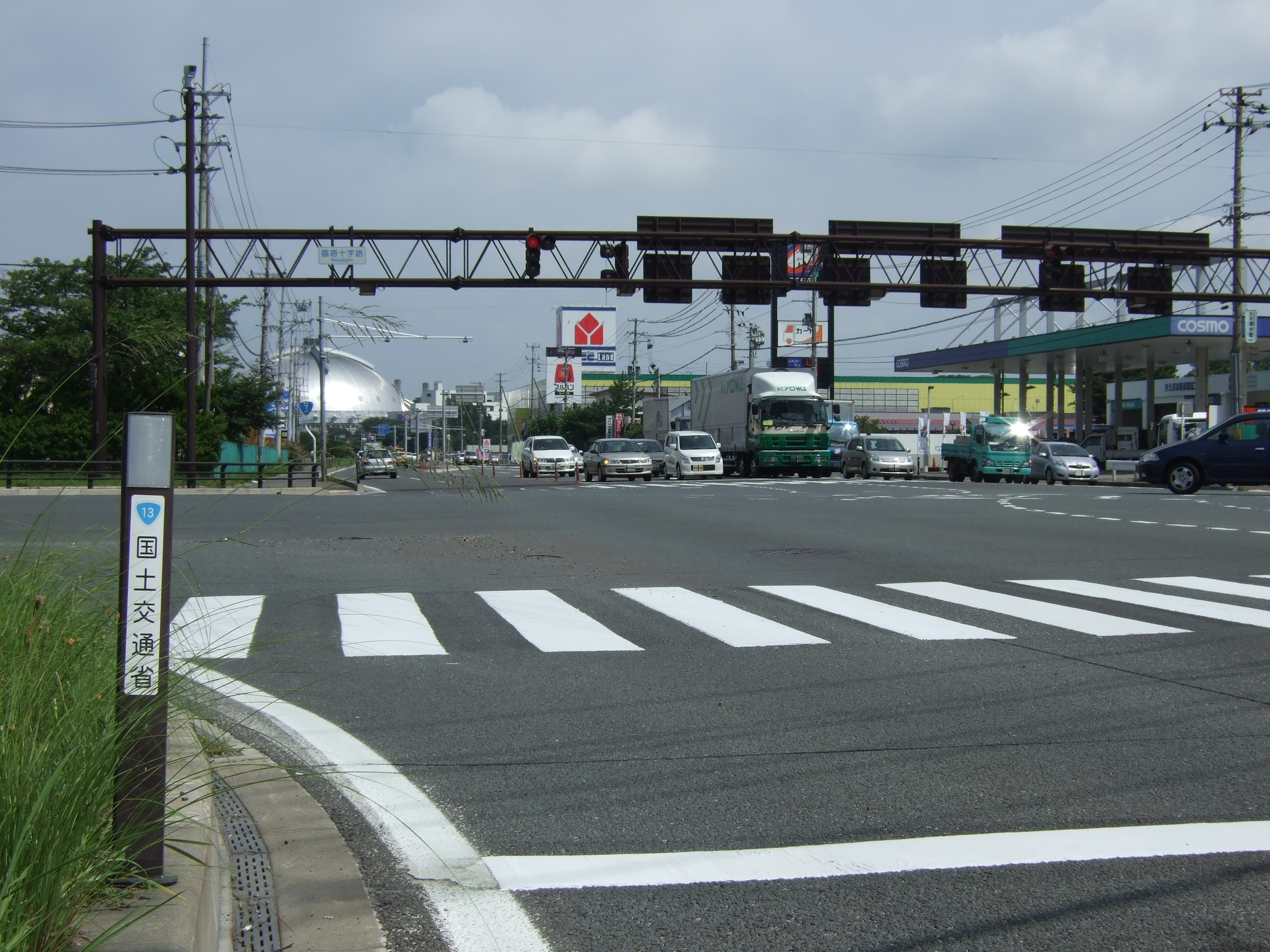
臨海十字路
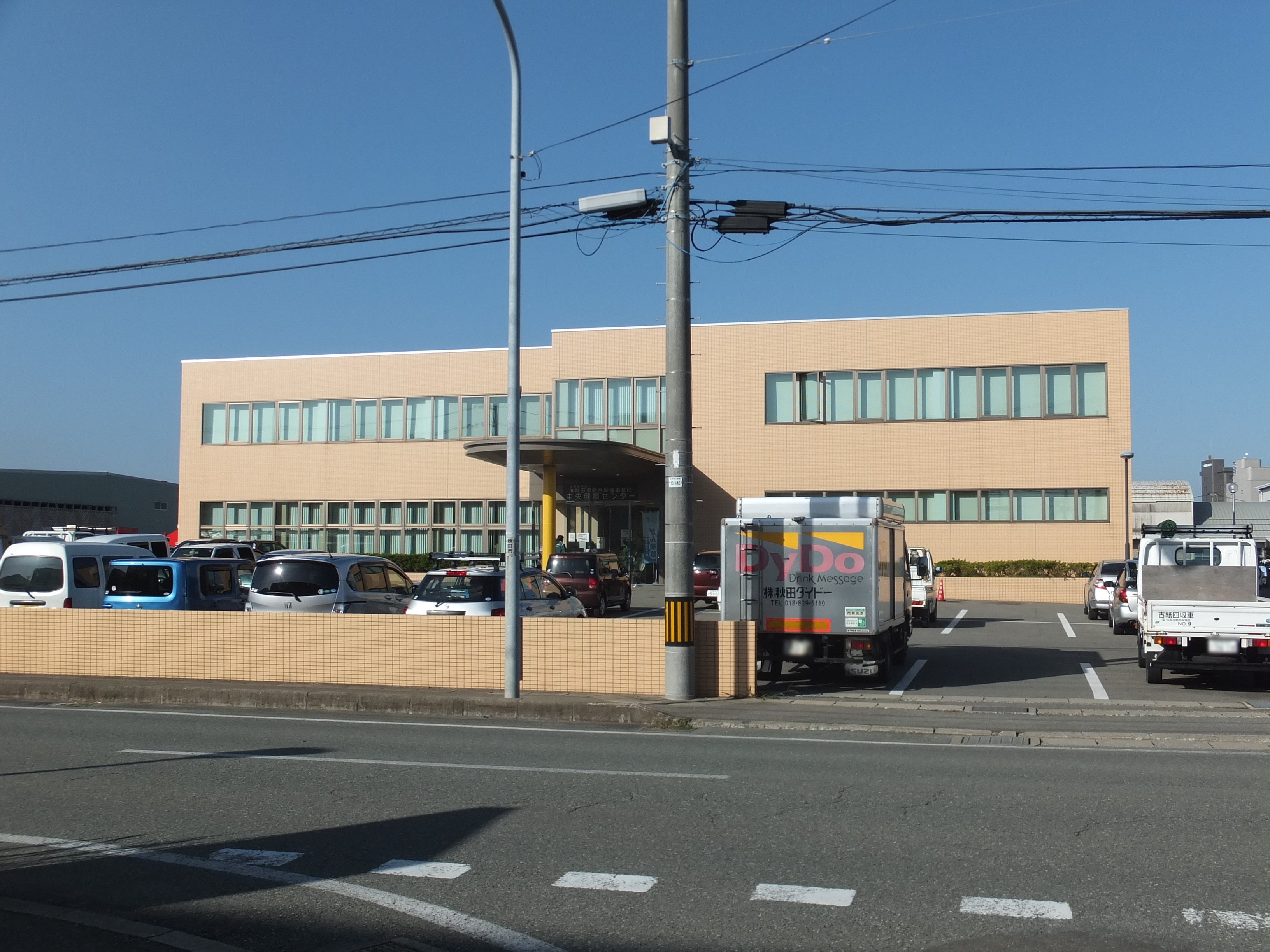
秋田県総合保健事業団 中央健診センター
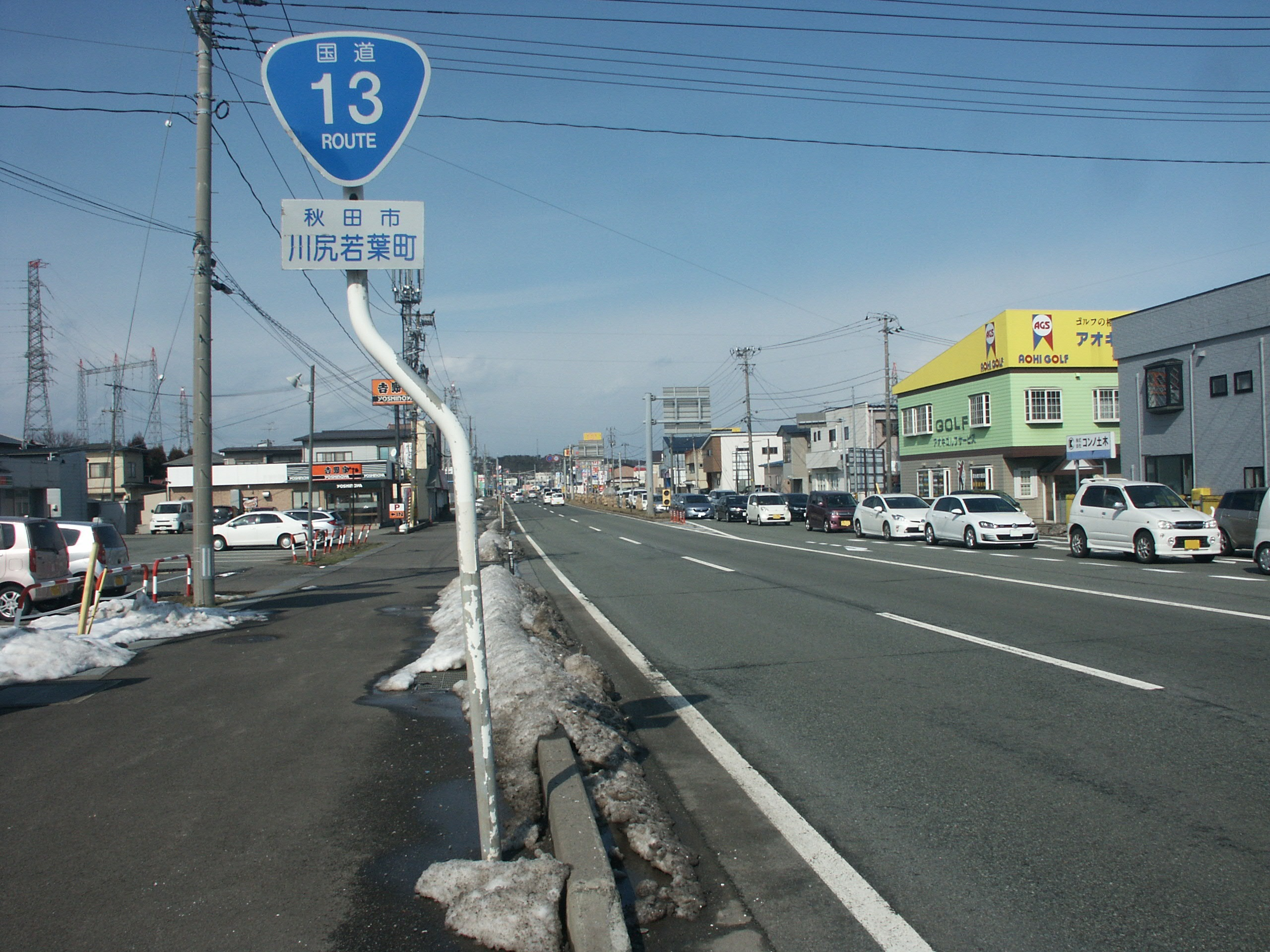
国道13号臨海バイパス秋田県秋田市川尻若葉町付近
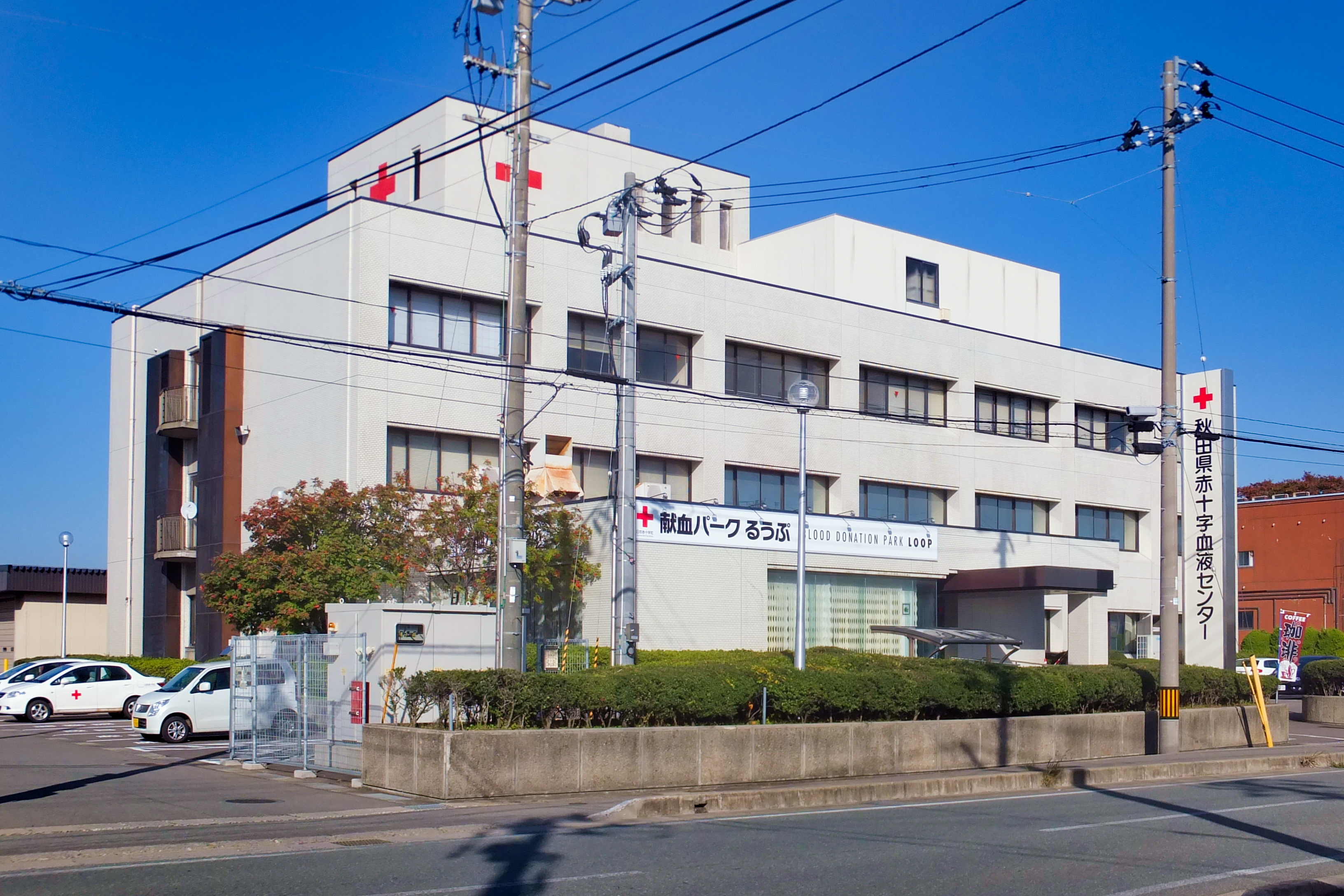
秋田県赤十字血液センター
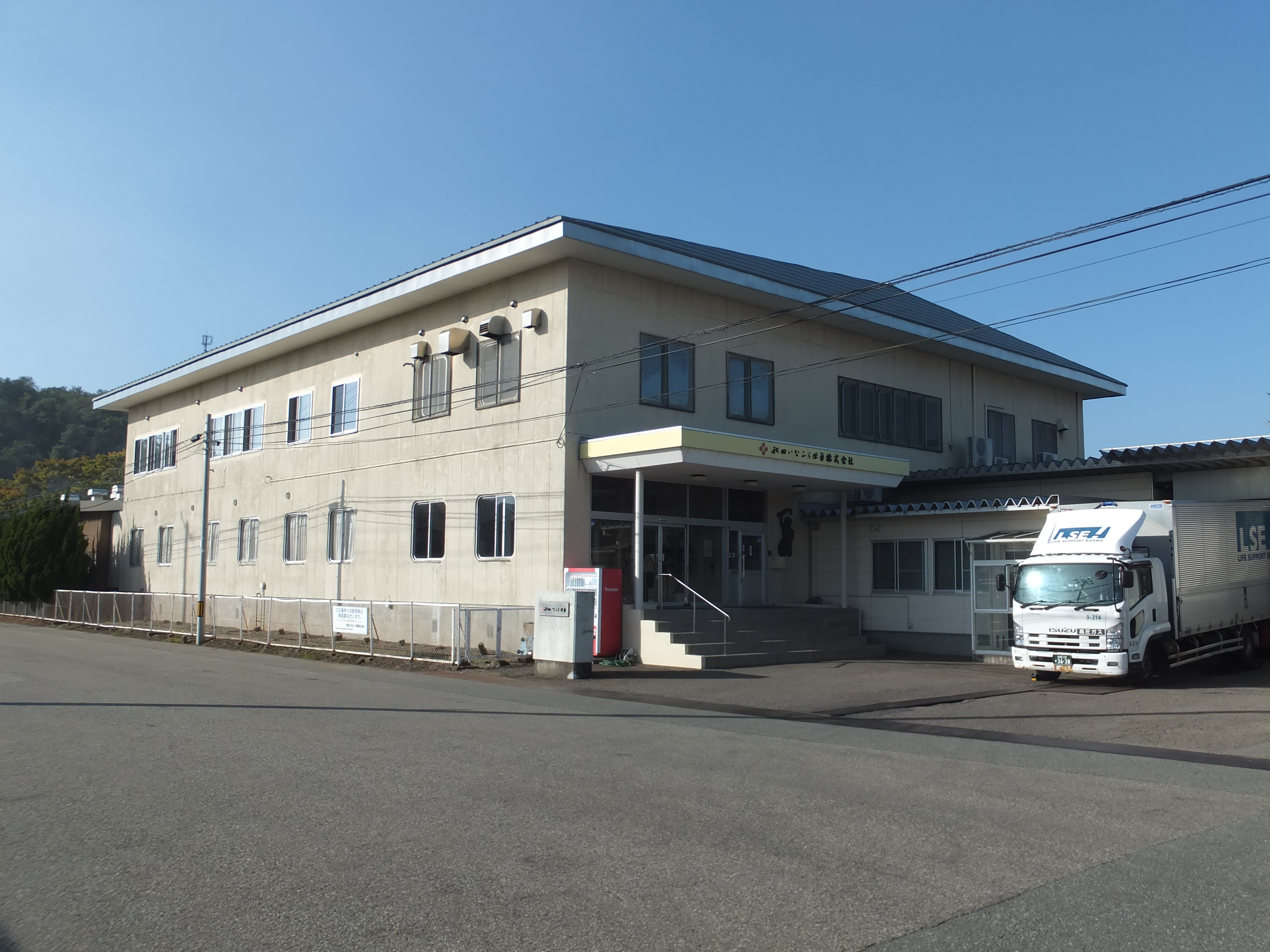
秋田いなふく米菓 本社
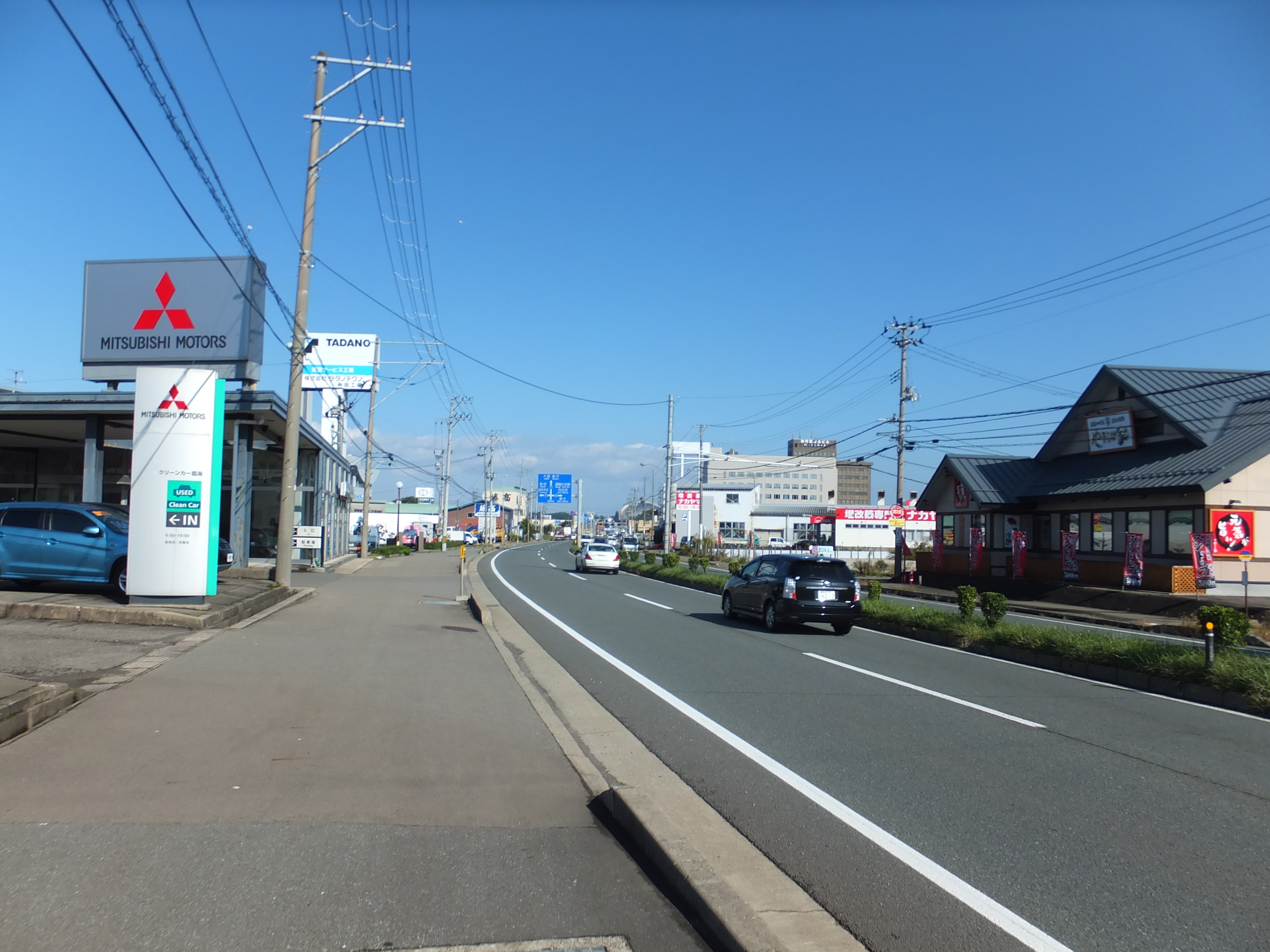
秋田臨海バイパス
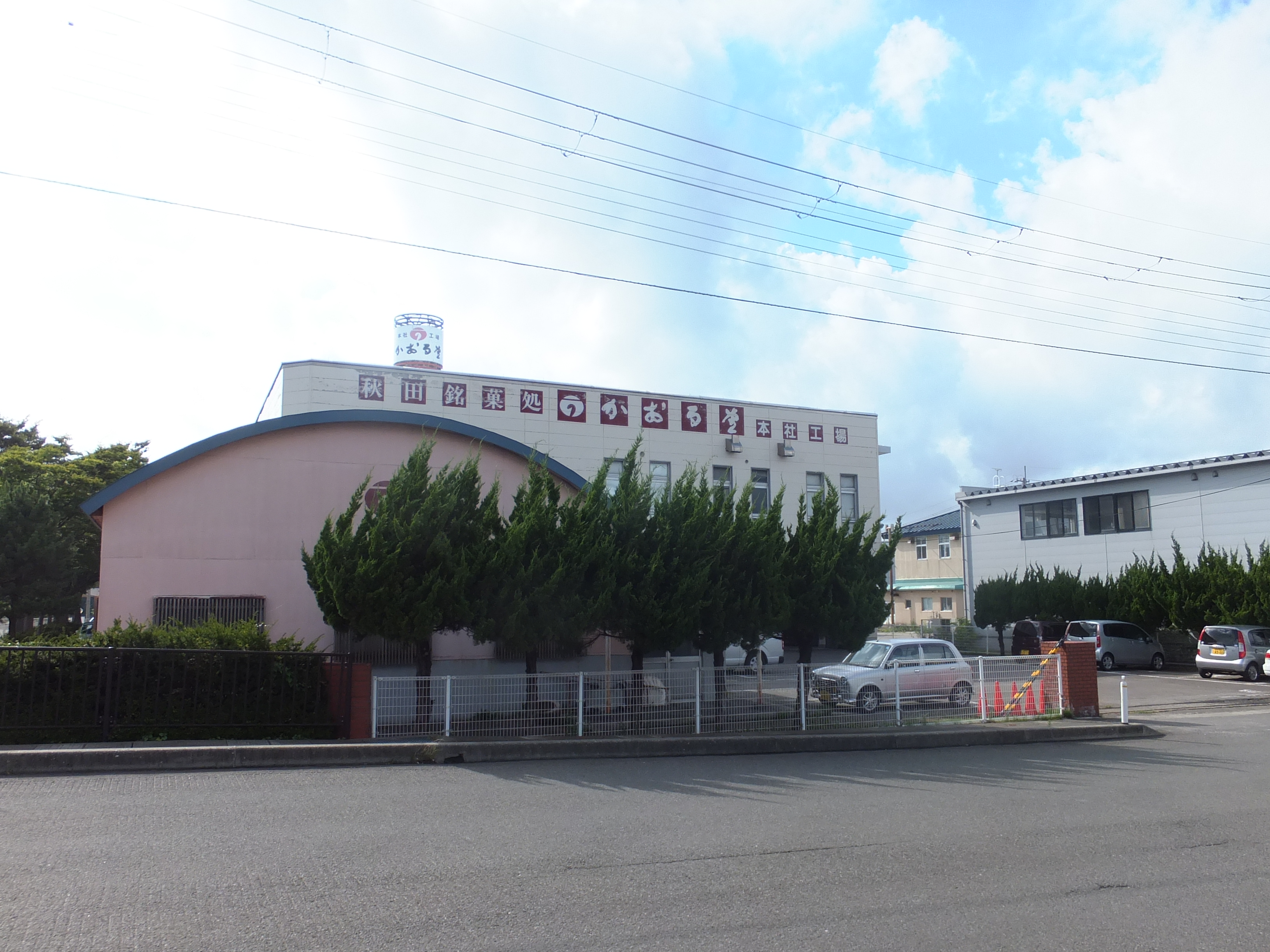
かおる堂本社兼工場
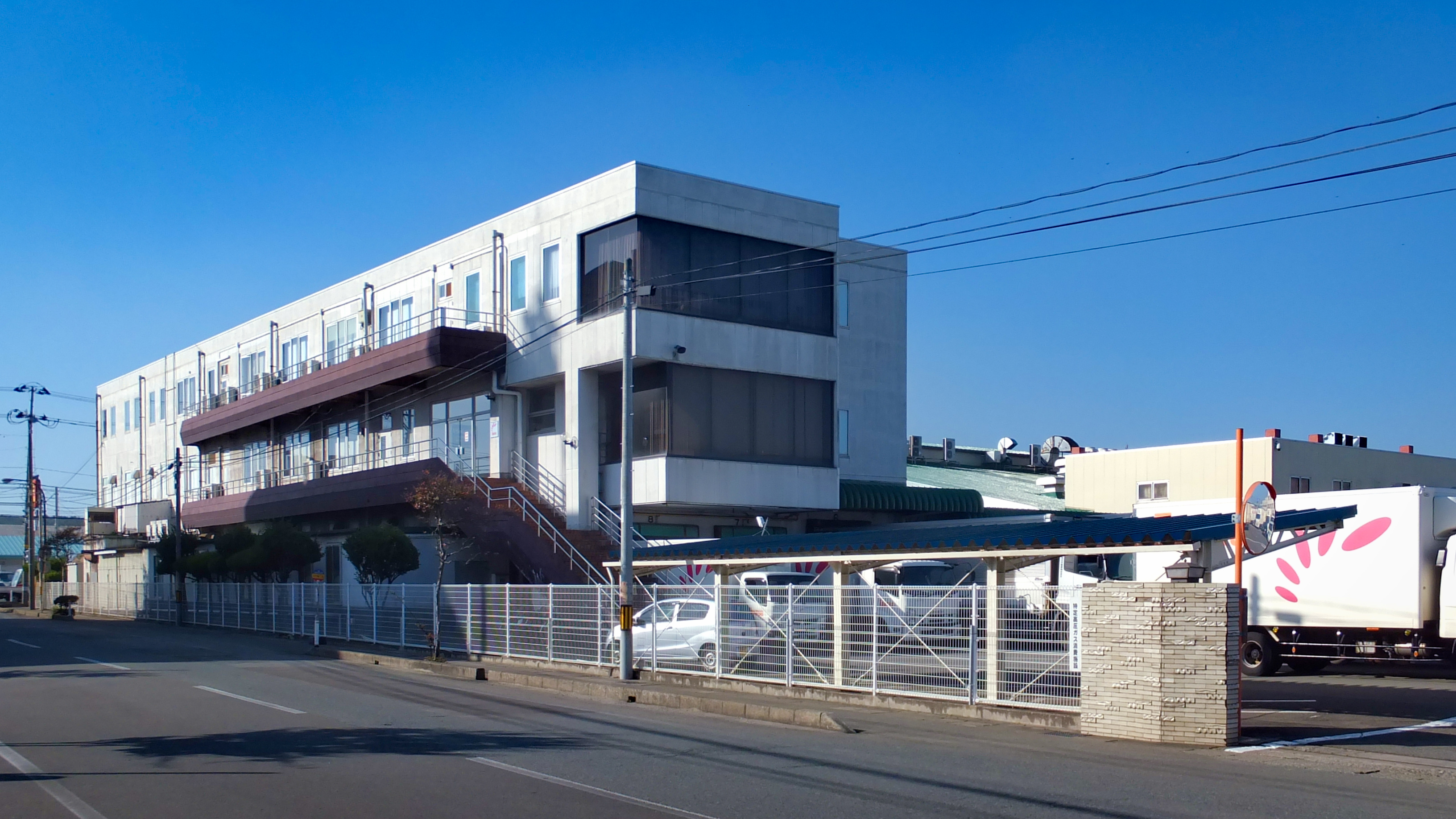
たけや製パン本社工場
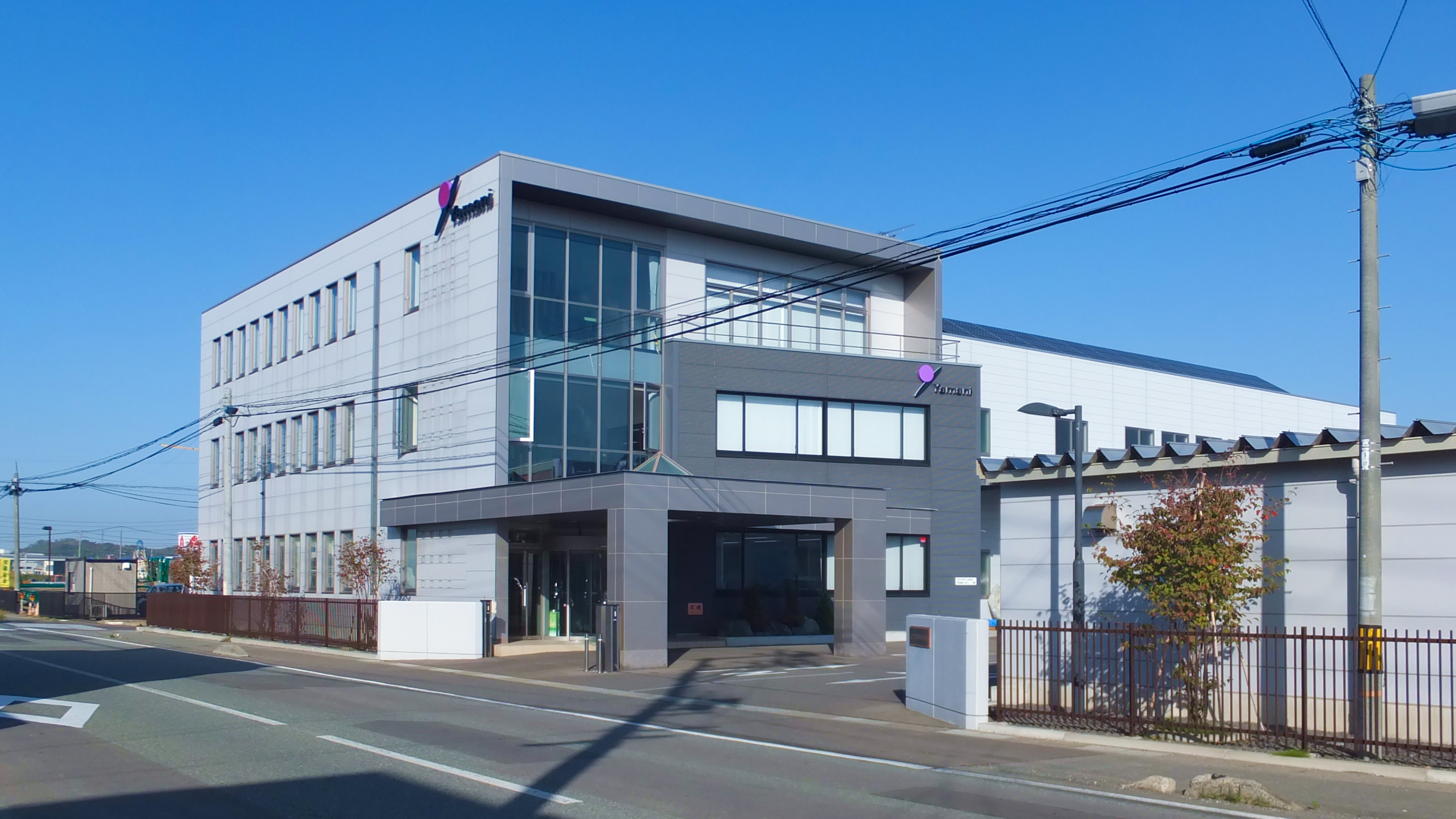
山二環境機材株式会社